# Сапронов Валентин Гаврилович
Валентин Гаврилович Сапронов (23 січня 1932, Авдіївка — 17 травня 2019) — український радянський футболіст, виступав на позиції нападника. Заслужений майстер спорту СРСР.

## Біографія
В 40-х роках починав свою футбольну кар'єру. Виступав за молодіжні команди «Локомотиву» з Авдіївки та Ясинуватої. На початку 50-х років влаштувався в Сталінський металургічний технікум. За який виступав два роки. Поки його не помітив «Шахтар» з міста Сталіно.
Влітку 1952 дебютував за команду в матчі проти московського «Торпедо».
У 1956 році виступає за збірну УРСР на Спартакіада народів СРСР.
Зіграв за «Шахтар» 270 матчів та відзначився 49 голами.

## Досягнення
- Володар Кубка СРСР (2): 1961, 1962
- Фіналіст Кубка СРСР (1): 1963
- Бронзовий призер Спартакіади (1): 1956
- Чемпіон  СРСР клас Б (1): 1954.